# Truppendienstgericht

Truppendienstgericht Nord

Truppendienstgericht Nord Hofansicht

Die Truppendienstgerichte (TDG) in Deutschland entscheiden als erstinstanzliche Bundesgerichte in den ihnen nach der Wehrdisziplinarordnung (WDO) und der Wehrbeschwerdeordnung (WBO) zugewiesenen Rechtssachen. Sie sind Dienstgerichte für gerichtliche Disziplinarverfahren gegen und Wehrbeschwerden von Soldaten der Bundeswehr.
Gegenwärtig gibt es in Deutschland das Truppendienstgericht Nord mit Sitz in Münster und das Truppendienstgericht Süd mit Sitz in München.
Der Gerichtsbarkeit des Truppendienstgerichts Nord unterliegen alle Dienststellen der Bundeswehr, die ihren Sitz in Berlin, Brandenburg, Bremen, Hamburg, Mecklenburg-Vorpommern, Niedersachsen, Sachsen-Anhalt, Schleswig-Holstein und Nordrhein-Westfalen mit Ausnahme des Regierungsbezirks Köln haben. Das Truppendienstgericht Süd ist für die Dienststellen mit Sitz in Baden-Württemberg, Bayern, Hessen, im Regierungsbezirk Köln, in Rheinland-Pfalz, im Saarland, in Sachsen und in Thüringen zuständig; ferner für Truppenteile und Dienststellen, die sich im Ausland befinden. Das Truppendienstgericht Nord hat neben sechs Kammern am Sitz in Münster weitere, auswärtige Kammern in Hamburg (3., 4.) und Potsdam (5., 6.). Das Truppendienstgericht Süd hat neben den sechs Kammern am Sitz in München weitere, auswärtige Kammern in Koblenz (3., 4.) und Erfurt (5., 6.). Die vormaligen auswärtigen Kammern in Oldenburg, Kassel und Regensburg sind mit Wirkung vom 1. Juli 2006 aufgelöst worden; die vormaligen auswärtigen Kammern in Hannover und Karlsruhe mit Wirkung vom 1. September 2012. 2019 prüfte das Bundesministerium der Verteidigung die Einrichtung von vier weiteren aktiven Kammern, um die überlange Verfahrensdauer in gerichtlichen Disziplinarverfahren zu verringern. Danach wurden an den Hauptsitzen der beiden Gerichte je drei neue Kammern errichtet, die 7. Kammer des Truppendienstgerichts Nord von Koblenz zum Hauptsitz Münster und die 7. Kammer des Truppendienstgerichts Süd von Potsdam zum Hauptsitz München verlegt.
Rechtsgrundlage für die Errichtung der Truppendienstgerichte und ihrer auswärtigen Kammern ist § 69 Abs. 1 und 2 der Wehrdisziplinarordnung in Verbindung mit der Verordnung über die Errichtung von Truppendienstgerichten vom 16. Mai 2006 (BGBl. I S. 1262 – außer Kraft) und der Verordnung zur Regelung der Dienstbereiche der Truppendienstgerichte und zur Bildung von Truppendienstkammern vom 1. Juli 2020 (BGBl. I S. 1602). Letztere ersetzte die Verordnung vom 15. August 2012 (BGBl. I S. 1714).
Die Truppendienstgerichte gehören zum Organisationsbereich Rechtspflege des Bundesministeriums der Verteidigung. Regelmäßig verhandeln sie in der Besetzung mit einem zivilen Berufsrichter und zwei Soldaten als ehrenamtlichen Richtern; dabei muss einer der Soldaten der Dienstgradgruppe des angeschuldigten bzw. beschwerdeführenden Soldaten angehören.
Äquivalente Wehrstrafgerichte dürfen gem. Art. 96 Abs. 2 Satz 2 GG Gerichtsbarkeit nur im Verteidigungsfall sowie über Angehörige der Streitkräfte ausüben, die in das Ausland entsandt oder an Bord von Kriegsschiffen eingeschifft sind. Von dieser Möglichkeit hat der Gesetzgeber jedoch bisher keinen Gebrauch gemacht; zuständig sind vielmehr die ordentlichen Gerichte.
Da die Truppendienstgerichte Disziplinargerichte sind, kann es vorkommen, dass ein Fall wegen einer Straftat sowohl vor einem ordentlichen Gericht als auch wegen gleichzeitigen Verstoßes gegen soldatische Pflichten vor dem Truppendienstgericht verhandelt wird. Kommt es dabei zu einer zweifachen Verurteilung, handelt es sich nicht um einen Verstoß gegen das Verbot der Doppelbestrafung (ne bis in idem). Der Grund hierfür liegt darin, dass die Bestrafung durch ein ordentliches Gericht zur Vergeltung und Prävention erfolgt, während das Verfahren vor dem Truppendienstgericht in erster Linie erzieherischen Zwecken dient.
Soweit die Entscheidungen der Truppendienstgerichte mit Rechtsmitteln angefochten werden können, entscheiden hierüber der 1. oder 2. Wehrdienstsenat des Bundesverwaltungsgerichts in Leipzig (bis 2002 München).
Zum Stichtag 31. Dezember 2018 gab es insgesamt 14 Berufsrichter an den beiden Truppendienstgerichten; pro Kammer ein Berufsrichter.

## Geschichte
Die Erstfassung der WDO vom 18. März 1957 (BGBl. I S. 189) sah in § 51 vor, dass der Bundesminister der Verteidigung durch Verordnung die Truppendienstgerichte errichtet und deren Sitz und Dienstbereich bestimmt. Dieser erließ daraufhin die Verordnung über die Errichtung von Truppendienstgerichten vom 29. April 1957 (BGBl. 1957 I S. 401). Für je drei Wehrbereichskommando und jedes Korps des Heeres wurde ein Truppendienstgericht eingerichtet, für jede Heeresdivision eine Kammer. Sitz der Kammern war grundsätzlich der Sitz des Wehrbereichskommandos bzw. des Stabes der Division.
Ursprünglich gab es 1957 fünf Truppendienstgerichte; 1959 kam ein sechstes hinzu:
- Truppendienstgericht A für die Wehrbereichskommandos I bis III (Norden; Sitz: Kiel)
- Truppendienstgericht B für die Wehrbereichskommandos IV bis VI (Süden; Sitz: Wiesbaden)
- Truppendienstgericht C für das I. Korps (Norden; Sitz: Hannover)
- Truppendienstgericht D für das II. Korps (Süden; Sitz: Ulm)
- Truppendienstgericht E für das III. Korps (Mitte; Sitz: Koblenz)
- Truppendienstgericht F für Luftwaffe und Marine (Sitz: Münster)[5]

1972 wurden diese ersetzt durch die Truppendienstgerichte Nord (Münster), Mitte (Koblenz) und Süd (Ulm).
1992 wurde das TrDG Mitte aufgelöst und 1997 der Sitz des TrDG Süd nach München verlegt.